# اولو پتس
اولو پتس (استونیایی: Ülo Peets؛ زادهٔ ۱ ژانویهٔ ۱۹۴۴) سیاستمدار و نماینده سابق مجلس اهل استونی است.